# 1990年アジア競技大会
1990年アジア競技大会（1990ねんアジアきょうぎたいかい、11th Asian Games Beijing 1990）は、1990年9月22日から10月7日までの期間、中華人民共和国の首都北京で行われた第11回アジア競技大会である。

## 概要

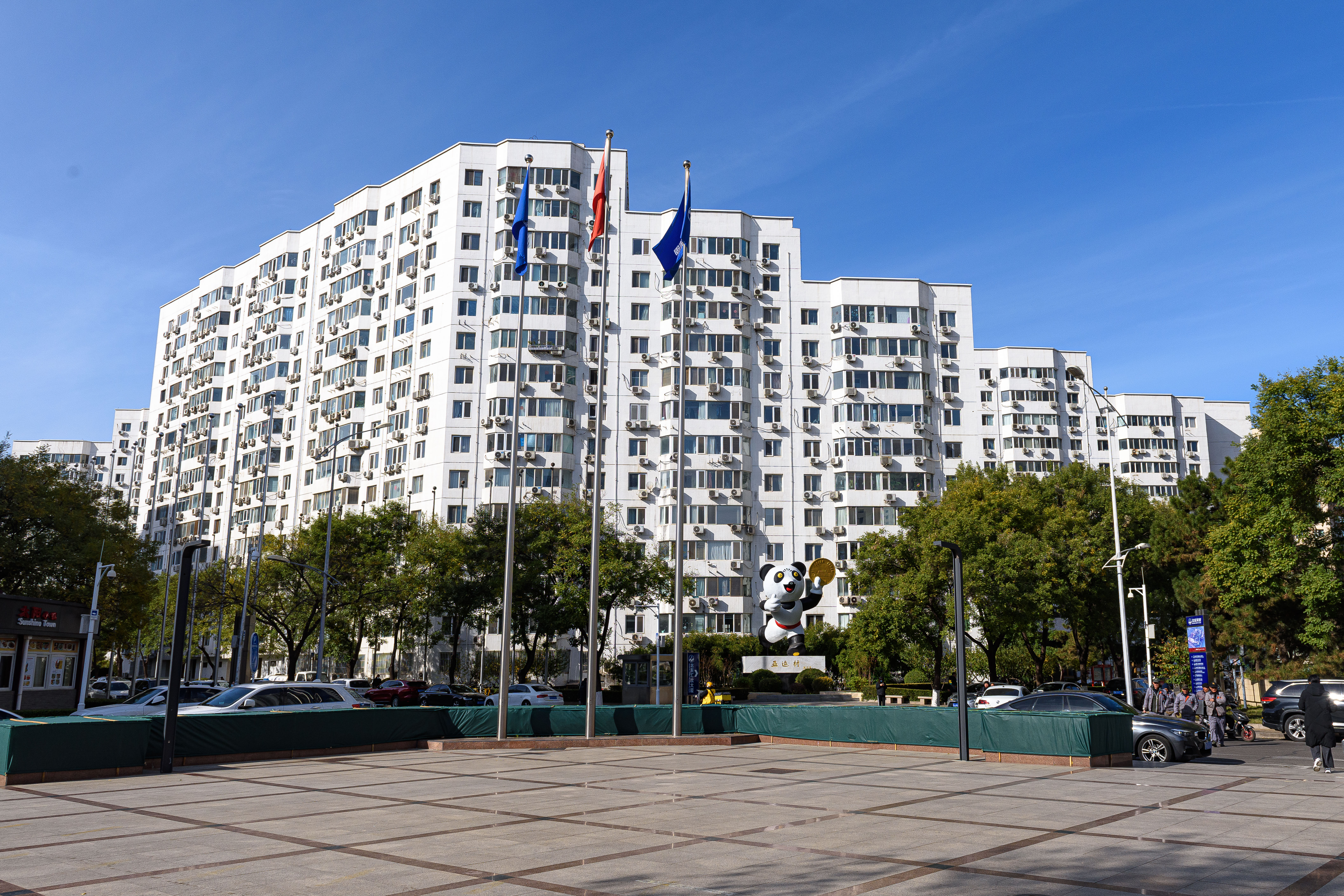
選手村

2000年の夏季オリンピックの招致を目指し開催されたが、その3年後のIOC総会でシドニーに敗れ、その8年後に2008年北京オリンピック開催が決定された。
湾岸戦争の影響により、イラクはアジアオリンピック評議会から資格停止処分を受けて不参加。台湾（中華民国）は前年の香港での中国との協議にて「中華台北」で参加することが合意されたため、1970年バンコク大会以来の20年ぶりの参加となり、マカオとパレスチナが初参加となった。
大会は中国が他の国の金メダル数を大きく上回る圧勝だった。

## 参加国・地域
| - アフガニスタン - バーレーン - バングラデシュ - ブータン - ブルネイ - 中国 - チャイニーズタイペイ - 香港 - インド - インドネシア - イラン - 日本 | - クウェート - ラオス - レバノン - マカオ - マレーシア - モルディブ - モンゴル - ミャンマー - ネパール - 北朝鮮 - オマーン - パキスタン | - パレスチナ - フィリピン - カタール - サウジアラビア - シンガポール - 韓国 - スリランカ - シリア - タイ - アラブ首長国連邦 - ベトナム - イエメン |

### 参加国・地域人数
| IOC | 参加国・地域 | 人数 |
| --- | ------------ | ---- |

## 実施競技
- アーチェリー
- 陸上競技（詳細）
- 水泳
  - 飛込競技
  - 競泳
  - 水球
- バドミントン
- バスケットボール（詳細）
- ボウリング
- ボクシング（詳細）
- カヌー
- 自転車競技
- フェンシング
- ホッケー
- サッカー（詳細）
- ゴルフ
- 体操競技（詳細）
- ハンドボール
- 柔道（詳細）
- カバディ
- ボート競技
- セーリング
- セパタクロー
- 射撃競技
- ソフトボール（詳細）
- 卓球（詳細）
- テニス
- バレーボール
- ウエイトリフティング
- レスリング
- 武術太極拳

デモンストレーション
- 野球（詳細）
- ソフトテニス

## 各国・地域の獲得メダル数
| 順 | 国・地域             | 金  | 銀  | 銅 | 計  |
| -- | -------------------- | --- | --- | -- | --- |
| 1  | 中国                 | 183 | 107 | 51 | 341 |
| 2  | 韓国                 | 54  | 54  | 73 | 181 |
| 3  | 日本                 | 38  | 60  | 76 | 174 |
| 4  | 北朝鮮               | 12  | 31  | 39 | 82  |
| 5  | イラン               | 4   | 6   | 8  | 18  |
| 6  | パキスタン           | 4   | 1   | 7  | 12  |
| 7  | インドネシア         | 3   | 6   | 21 | 30  |
| 8  | カタール             | 3   | 2   | 1  | 6   |
| 9  | タイ                 | 2   | 7   | 8  | 17  |
| 10 | マレーシア           | 2   | 2   | 4  | 8   |
| 11 | インド               | 1   | 8   | 14 | 23  |
| 12 | モンゴル             | 1   | 7   | 9  | 17  |
| 13 | フィリピン           | 1   | 2   | 7  | 10  |
| 14 | シリア               | 1   | 0   | 2  | 3   |
| 15 | オマーン             | 1   | 0   | 0  | 1   |
| 16 | チャイニーズタイペイ | 0   | 10  | 21 | 31  |
| 17 | イギリス領香港       | 0   | 2   | 5  | 7   |
| 18 | スリランカ           | 0   | 2   | 1  | 3   |
| 19 | シンガポール         | 0   | 1   | 4  | 5   |
| 20 | バングラデシュ       | 0   | 1   | 0  | 1   |
| 21 | ミャンマー           | 0   | 0   | 2  | 2   |
| 22 | ラオス               | 0   | 0   | 1  | 1   |
| 23 | ポルトガル領マカオ   | 0   | 0   | 1  | 1   |
| 24 | ネパール             | 0   | 0   | 1  | 1   |
| 25 | サウジアラビア       | 0   | 0   | 1  | 1   |